# Helina flavipulchella
Helina flavipulchella är en tvåvingeart som beskrevs av Xue och Du 2008. Helina flavipulchella ingår i släktet Helina och familjen husflugor. Inga underarter finns listade i Catalogue of Life.